# 페테르스청서
페테르스청서(학명 : Sciurus oculatus)는 다람쥐과 청서속에 속하는 설치류의 일종이다. 멕시코의 토착종이다. 1863년 독일 박물학자 겸 탐험가 페테르스(Wilhelm Peters)가 처음 기술했다. 3종의 아종이 알려져 있다. 흔하게 발견되는 종으로 국제 자연 보전 연맹(IUCN)이 보전 등급을 "관심대상종"으로 분류하고 있다,

## 특징
페테르스다람쥐는 주로 나무에서 생활하는 대형 다람쥐의 일종이다. 꼬리를 제외한 몸길이가 508~560mm이고 꼬리 길이는 약 260mm, 몸무게는 약 550~750g이다. 아종에 따라 약간 다양한 색을 띠지만 등 쪽은 일반적으로 회색이고, 털은 짙은 갈색 또는 검은색 바탕에 배 쪽은 흰색 또는 크림색이다. 꼬리 윗면은 거무스레한 반면에 아랫면은 검고 털 끝은 희다. 눈 주위에 연한 색의 테가 둥글게 나 있으며, 다른 종과 구별되는 가장 중요한 특징은 치열로 윗쪽 앞어금니가 다른 근연종들보다 한 개 적다.

## 분포 및 서식지
멕시코의 토착종으로 과나후아토주와 이달고주, 멕시코주, 푸에블라주, 케레타로주, 산루이스포토시주, 베라크루스주에서 발견된다. 해발 약 1500~3600m 높이의 소나무와 참나무 숲에서 서식한다. 건조 산악 지대와 작은 협곡의 계곡 지역에서도 발견된다.

## 아종
3종의 아종이 알려져 있다.
- S. o. oculatus
- S. o. shawi
- S. o. tolucae

## 생태
주행성 동물이며, 보통 독거 생활을 한다. 여름 동안에는 자주 발견되지만, 겨울에는 드물다. 먹이는 주로 도토리와 솔방울 씨앗이지만 야생 무화과와 자두를 포함한 다른 열매와 씨앗을 먹기도 한다. 여름에 짝짓기를 하는 것으로 보이며 나무 한 그루에 최대 20마리까지 모이지만 번식 습성은 잘 알려져 있지 않다. 분포 지역 일부에서 멕시코회색청서와 남부날다람쥐가 함께 서식한다.

## 보전 상태
페테르스청서는 분포 지역이 넓고, 여름에 흔하게 발견된다. 알려진 특별한 위협 요인이 없고, 다수의 보호구역에서 발견되기 때문에 국제 자연 보전 연맹(IUCN)이 보전 등급을 "관심대상종"으로 분류하고 있다.